# Agrupación Municipal de Abanto
La Agrupación Municipal de Abanto (A.M.A.) (en euskera Abantoko Herri Elkartea) es un partido político de ámbito local del municipio de Abanto y Ciérvana en la provincia de Vizcaya, País Vasco (España).
El partido político fue fundado en 1993 y desde entonces ha participado en cuatro elecciones municipales (1995, 1999, 2003 y 2007). Se define como un partido local de carácter independiente.
En sus 3 primeras citas electoral obtuvo 2, 2 y 3 concejales respectivamente en el ayuntamiento de Abanto y Ciérvana. En 2003 formó con sus 3 concejales parte del gobierno municipal en coalición con el Partido Nacionalista Vasco. Sin embargo, llegado el momento, se produjo una escisión dentro del AMA y 2 concejales de este partido abandonaron el gobierno municipal y se unieron a la oposición, aunque sin llegar a apoyar al PSE para la alcaldía.
Tras una lucha interna por el control del partido, finalmente y de cara a las elecciones municipales de 2007, los disidentes del AMA formaron otro partido político denominamdo Indaz (Independientes Abanto y Zierbena) . En las elecciones del 27 de mayo de 2007 ambas formaciones se quedaron sin representación en el ayuntamiento. 